# Bréançon
Bréançon és un municipi francès, situat al departament de Val-d'Oise i a la regió de Illa de França. L'any 2007 tenia 381 habitants.
Forma part del cantó de Pontoise, del districte de Pontoise i de la Comunitat de comunes Vexin centre.

## Demografia

### Població
El 2007 la població de fet de Bréançon era de 381 persones. Hi havia 130 famílies, de les quals 17 eren unipersonals (4 homes vivint sols i 13 dones vivint soles), 38 parelles sense fills, 67 parelles amb fills i 8 famílies monoparentals amb fills.
La població ha evolucionat segons el següent gràfic:
Habitants censats

### Habitatges
El 2007 hi havia 151 habitatges, 132 eren l'habitatge principal de la família, 13 eren segones residències i 7 estaven desocupats. 146 eren cases i 5 eren apartaments. Dels 132 habitatges principals, 105 estaven ocupats pels seus propietaris, 25 estaven llogats i ocupats pels llogaters i 1 estava cedit a títol gratuït; 3 tenien dues cambres, 18 en tenien tres, 21 en tenien quatre i 90 en tenien cinc o més. 113 habitatges disposaven pel capbaix d'una plaça de pàrquing. A 42 habitatges hi havia un automòbil i a 88 n'hi havia dos o més.

### Piràmide de població
La piràmide de població per edats i sexe el 2009 era:
| Homes | Edats   | Dones |
| ----- | ------- | ----- |
| 0     | 95 o +  | 0     |
| 0     | 90 a 94 | 0     |
| 0     | 85 a 89 | 0     |
| 0     | 80 a 84 | 4     |
| 16    | 75 a 79 | 0     |
| 4     | 70 a 74 | 8     |
| 0     | 65 a 69 | 4     |
| 4     | 60 a 64 | 4     |
| 16    | 55 a 59 | 12    |
| 12    | 50 a 54 | 32    |
| 28    | 45 a 49 | 12    |
| 16    | 40 a 44 | 20    |
| 4     | 35 a 39 | 12    |
| 8     | 30 a 34 | 8     |
| 0     | 25 a 29 | 0     |
| 20    | 20 a 24 | 12    |
| 8     | 15 a 19 | 16    |
| 16    | 10 a 14 | 16    |
| 24    | 5 a 9   | 8     |
| 0     | 0 a 4   | 8     |

## Economia
El 2007 la població en edat de treballar era de 257 persones, 201 eren actives i 56 eren inactives. De les 201 persones actives 187 estaven ocupades (99 homes i 88 dones) i 14 estaven aturades (4 homes i 10 dones). De les 56 persones inactives 17 estaven jubilades, 26 estaven estudiant i 13 estaven classificades com a «altres inactius».

### Ingressos
El 2009 a Bréançon hi havia 125 unitats fiscals que integraven 350,5 persones, la mediana anual d'ingressos fiscals per persona era de 27.801 €.

### Activitats econòmiques
Dels 14 establiments que hi havia el 2007, 1 era d'una empresa de fabricació d'altres productes industrials, 1 d'una empresa de construcció, 2 d'empreses de comerç i reparació d'automòbils, 3 d'empreses de transport, 1 d'una empresa d'hostatgeria i restauració, 2 d'empreses financeres, 1 d'una empresa immobiliària, 2 d'empreses de serveis i 1 d'una entitat de l'administració pública.
Dels 2 establiments de servei als particulars que hi havia el 2009, 1 era un taller de reparació d'automòbils i de material agrícola i 1 lampisteria.
L'any 2000 a Bréançon hi havia 4 explotacions agrícoles que ocupaven un total de 376 hectàrees.

## Equipaments sanitaris i escolars
El 2009 hi havia una escola elemental.

## Poblacions més properes
El següent diagrama mostra les poblacions més properes.